# Ordensname
Der Ordensname ist der beim Eintritt in eine Ordensgemeinschaft angenommene Name, der ordensintern und in der Regel auch nach außen an die Stelle des bürgerlichen Namens tritt. In den meisten Gemeinschaften wird dieser Name bei der Aufnahme ins Noviziat und traditionell vom Oberen vergeben. In einigen Orden geschieht dies bereits beim Eintritt oder bei der Entscheidung über die Aufnahme des Anwärters.  

## Römisch-katholische Kirche
Seit der Frühen Neuzeit ist die Vergabe von Ordensnamen allgemein üblich. Der neue Name soll dabei zum Ausdruck bringen, dass der Ordensangehörige von Gott in besonderer Weise gerufen ist. Die Ordensgemeinschaften berufen sich dabei unter anderem auf Jes 62,2–4 : „Man ruft dich mit einem neuen Namen, den der Mund des Herrn für dich bestimmt.“ Gewählt wurde meist der Name eines Heiligen, wobei dieser dann auch als Schutzpatron gilt. Der Name kann auch auf eine Anrufung der Gottesmutter, auf ein Fest- oder Glaubensgeheimnis hindeuten.
In manchen Orden und Gemeinschaften von Regularklerikern wie den Jesuiten wird bewusst auf eine Namensänderung verzichtet. In anderen Orden wie dem Dominikanerorden ist es dem Bewerber heute freigestellt, einen Ordensnamen zu wählen oder den Taufnamen zu behalten.  
Der Ordensname wurde früher in aller Regel nicht selbst gewählt, sondern von der Ordensgemeinschaft zugewiesen. Diese Praxis wurde nach Einschätzung des Zisterziensers Tarcisius Sztubitz als „Übung der Demut“ „fast schon unmenschlich betrieben“. Die Bewerber wurden nicht selten erst bei der Einkleidungszeremonie mit dem eigenen Ordensnamen überrascht. In der Sächsischen Franziskanerprovinz wurden die Namen beispielsweise am Ende des 19. Jahrhunderts in fortlaufender alphabetischer Reihenfolge zugewiesen. Ein Name wurde in einer Ordensprovinz erst wieder vergeben, wenn der Namensinhaber gestorben war, so dass jeder Name nur einmal vorkam. Im selben Jahrhundert brauchten zum Teil sehr große Schwestergemeinschaften viele Benennungen für ihre teils über 1.000 Mitglieder, von denen jedes einen eigenen einzigartigen Namen erhalten sollte; so kam es zu ausgefallenen Namen infolge von Wortschöpfungen aus Marientiteln wie Oboedientissima (die besonders Gehorsame) oder Castissima (die besonders Keusche), aber auch Namensspielereien wie Aquaviva (lebendiges Wasser) oder Tugendnamen wie Laborator (der Arbeitsame) oder Gaudiosus (der Freudenvolle).
Seit dem Zweiten Vatikanischen Konzil ist man vielfach dazu übergegangen, dass der Novize ein Mitspracherecht hat oder sich sogar einen Namen wählen oder mehrere Vorschläge machen darf, unter denen der Obere dann auswählt.

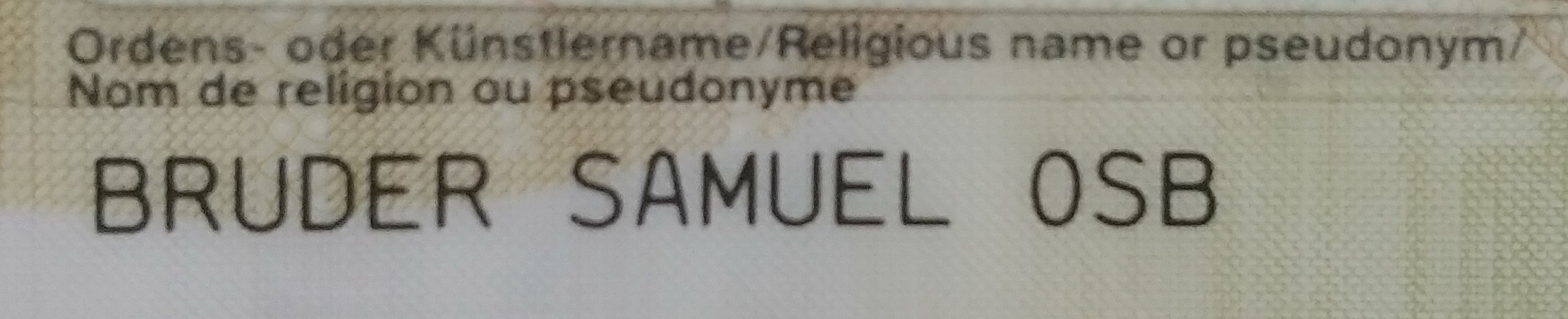
Eintrag eines Ordensnamens samt Ordenskürzel im deutschen Personalausweis

In einigen monastischen/mönchischen Orden, etwa bei den Unbeschuhten Karmelitinnen, enthält der Ordensname zusätzlich ein Prädikat, das eine besondere Beziehung des Namensträgers zu diesem Glaubensgeheimnis oder Heiligen ausdrücken soll (z. B. Schwester Elisabeth von der unbefleckten Empfängnis OCD).
Die Ordensnamen sind nicht durch allgemeines Kirchenrecht (Codex iuris canonici) geregelt, sondern in den Konstitutionen mehrerer Ordensgemeinschaften. Nach deutschem Namensrecht sind Ordensnamen wie Künstlernamen und andere Pseudonyme keine Namen im juristischen Sinn. In Deutschland können sie aber im Personalausweis oder Reisepass eingetragen werden und werden oft auch im Verkehr mit Versicherungen und ähnlichem verwendet. Der Ordensname wird wie der bürgerliche Name nach § 12 BGB geschützt.

## Hinduismus, Buddhismus
Ein spiritueller Name oder Mönchsname ist ein Name, den man im Verlauf einer Initiation, zusätzlich zum gewöhnlichen Namen erhält. Besonders verbreitet ist dieser Brauch im Hinduismus und Buddhismus, hier sind diese Namen oft in Sanskrit (Mahayana, Vajrayana) oder Pali (Theravada).
Einer der bekanntesten Personen mit einem Mönchsnamen ist Tendzin Gyatsho, der jetzige Dalai Lama, sein bürgerlicher Name war Lhamo Dhondrub.